# Перепелицын, Александр Иванович
Александр Иванович Перепелицин (25 февраля 1913, Покровск, Самарская губерния, сейчас город Энгельс, Саратовская область — 15 августа 1967) — сотрудник специальных служб СССР, председатель КГБ при СМ БССР (1954—1959), заместитель Председателя КГБ при СМ СССР (1959—1967).

## Биография
Русский. Образование — высшее, в 1948 году окончил Высшую партийную школу при ЦК ВКП (б) (заочно). Трудовую деятельность начал в 1929 году слесарем паровозного депо ст. Покровск. В 1933—1935 годах проходил службу в РККА, затем до 1941 года работал слесарем, начальником паспортного стола отдела приёма и увольнения паровозного депо ст. Покровска, избирался секретарём узлового комитета ВЛКСМ и секретарём узлового комитета ВКП (б) ст. Покровск Рязанско-Уральской железной дороги.
В 1941—1944 годах занимал должности секретаря по промышленности и транспорту, 2-го секретаря Энгельского горкома ВКП (б), с 1944 года на партийной работе в БССР — инструктор отдела кадров ЦК КП (б), заместитель заведующего, заведующий административным отделом ЦК КП Белоруссии. В 1952 году по персональному решению ЦК КПСС направлен на работу в органы государственной безопасности и назначен заместителем министра госбезопасности БССР.
С 6 апреля 1954 по 31 августа 1959 года — председатель КГБ при СМ БССР. В 1959—1967 годах — заместитель Председателя КГБ при СМ СССР.

## Награды
Награждён орденом Трудового Красного Знамени, 7 медалями.